# Божин Проданов
Божин Димитров Проданов е български общественик и революционер, деец на Вътрешната македоно-одринска революционна организация.

## Биография
Роден е на 12 декември 1871 година в село Ватилък, Солунско, тогава в Османската империя, днес Ксирохори, Гърция. Работи като български учител в Солун. Присъединява се към ВМОРО като член на градския комитет на организацията в Солун. Остава неразкрит при Мацановата афера в 1906 година. От 1907 година е ръководител на Солунския околийски комитет.
При избухването на Балканската война е доброволец в Македоно-одринското опълчение и е в Сборната партизанска рота на МОО.
Избран е за председател на Солунското благотворително братство в София на 5 март 1931 година.
Божин Димитров става член на Съюза на македонските емигрантски организации. На 2 септември 1934 година става съветник във Временния македонски национален комитет, заменящ Националния комитет на СМЕО. На 10 март 1935 година обаче си подава оставката заради незадоволителната дейност на комитета по обединението на македонската емиграция.
Става деец на Работническата партия. Избран е за депутат в XXIV обикновено народно събрание на изборите в 1938 година от VI софийска градска колегия - Ючбунар, като кандидат на народния фронт.
След Деветосептемврийския преврат през 1944 година подписва Апела към македонците в България.
На 21 юли 1945 година влиза в ръководството на Илинденската организация като съветник заедно със Стефан Аврамов - председател, Милан Ангелов (подпредседател), секретарите Никола Паунчев и Любен Казаски, Тома Кърчов - също съветник. Ръководството е лоялно към новата отечественофронтовска власт, с изключение на Божин Проданов, който е изключен година по-късно от ръководството.